# Robert McLachlan
Robert McLachlan (Canberra, 17 de abril de 1971) es un exciclista profesional australiano. A pesar de no haber destacado especialmente en sus cuatro años como profesional (entre 2004 y 2007), tan solo en algunas pruebas aisladas de Oceanía y Asia, consiguió ser ganador del UCI Oceania Tour en dos de las tres temporadas en las que disputó carreras de dicho circuito.
Participó con la Selección de Australia en los Juegos Olímpicos de Barcelona 1992 en la prueba de 100 km ruta Contrarreloj por equipos.

## Palmarés
2004
- 2.º en el Campeonato de Australia en Ruta  (como amateur)[2]
- 3 etapas del Herald Sun Tour (como amateur)[3]

2005
- 2.º en el Campeonato de Australia en Ruta
- 2 etapas del Tour de Corea
- UCI Oceania Tour

2006
- 4 etapas del Tour de Taiwán
- Tour de la Isla de Chongming, más 2 etapas

2007
- 2.º en el Campeonato de Australia en Ruta
- 1 etapa del Tour de Taiwán
- Campeonato Oceánico en Ruta
- UCI Oceania Tour

## Equipos
- Colombia-Selle Italia (2004)[4]
- MG Xpower presented by Bigpond (2005)
- Drapac-Porsche (2006-2007)
  - Drapac-Porsche (2006)
  - Drapac-Porsche Development Program (2007)